# 阿尔伯特·利思戈

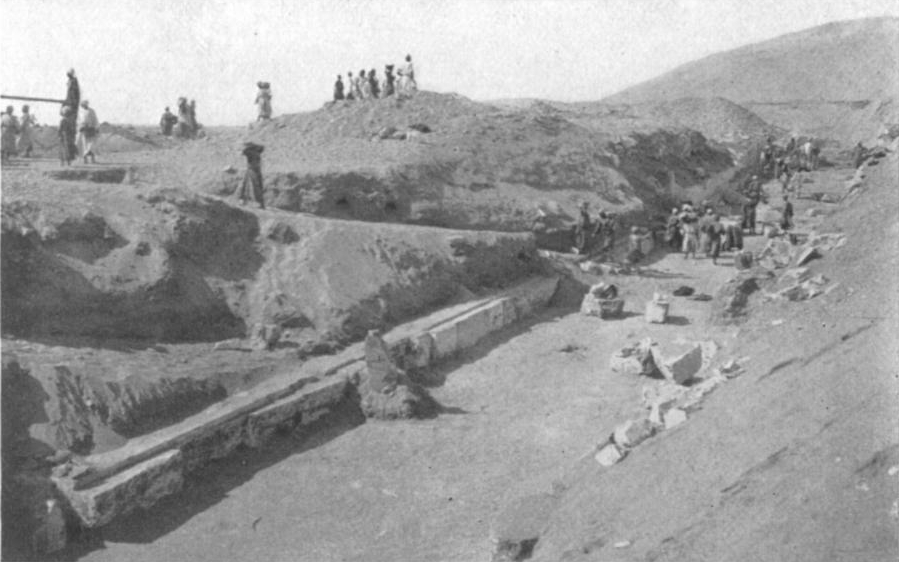
利思戈监督的在埃及利什特德发掘工作，1908年-1909年

阿尔伯特·莫顿·利思戈（Albert Morton Lythgoe，1868年3月15日－1934年1月29日）是一位美国考古学家和埃及古物学家。他担任大都會藝術博物館的馆长期间，指导并协助了英国考古学家霍華德·卡特发掘图坦卡蒙的陵墓，并因此闻名。

## 生平

### 早期生活
1868年3月15日，利思戈出生于罗德岛州普罗维登斯，他的父亲是约瑟夫·利思戈，母亲是玛丽·艾伦（本姓霍瓦斯）。他先就读于普罗维登斯的古典高中，随后于1888年进入哈佛大学深造。1892年，利思戈拿到了学士学位，并于1897年获得了硕士学位。随后他前往德国的波恩大学继续学习， 1898年至1899年间，他开始在哈佛大学讲授埃及学。

### 职业生涯
1899年，利思戈前往埃及开展考古工作。1899年至1904年，他在Naga ed-Der的赫斯特探险队中协助乔治·安德鲁·赖斯纳开展发掘工作。1902年至1906年，他被任命为波士顿美术馆的第一位埃及艺术馆长，1902年12月，利思戈在雅典与露西·塔潘·理查森结婚。1904年至1906年，返回哈佛大学继续讲学工作。

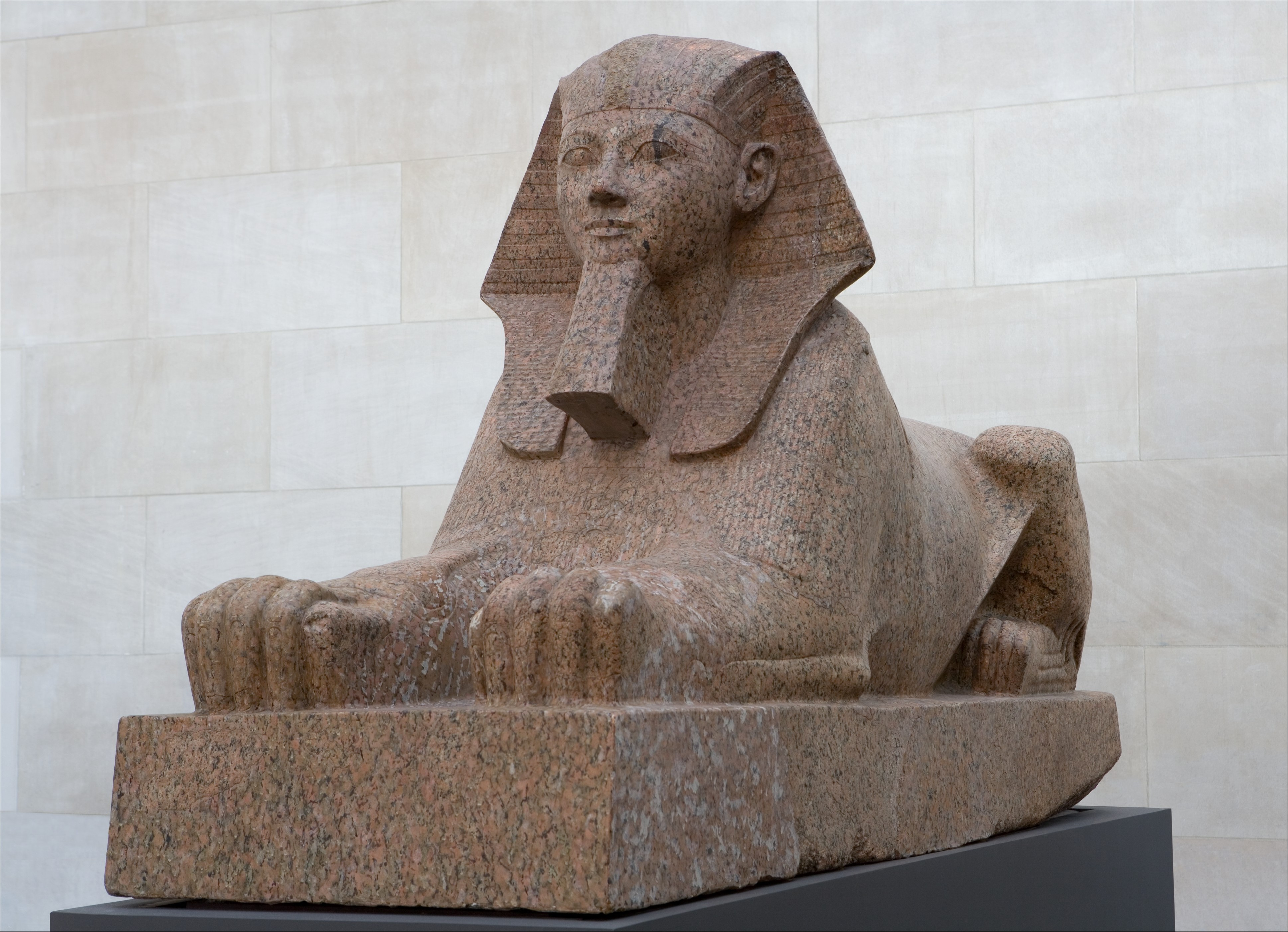
在代尔巴哈里停灵庙发现了哈特谢普苏特的狮身人面像

1906年，利思戈辞去了哈佛大学和波士顿美术馆的职务，转而成为了纽约大都会博物馆第一位埃及艺术策展人。他雇用了他在哈佛大学的学生赫伯特·温洛克，并多次指导了大都会博物馆在埃及进行的发掘工作。其中包括在利什特的墓地和1918年之后在卢克索代尔巴哈里的停灵庙进行的发掘工作。作为馆长，他还负责整理了大都会博物馆的埃及藏品，其工作也赢得了其他埃及学家的称赞。

### 图坦卡蒙陵墓
1922年11月，英国考古学家霍华德·卡特在卢克索附近的帝王谷发现了图坦卡蒙的陵墓，这是法老坟墓中的一个独特发现，其内容基本完好。正在大都会附近的代尔巴哈里进行挖掘工作的利斯戈听到这一消息后，向卡特发了一封贺电。卡特后来写道：
在我给利思戈的回复中，我有些胆怯地询问是否有可能——至少在紧急情况下——获得他们的摄影专家哈里·伯顿先生的帮助。利思戈立即回电：“非常乐意以任何可能的方式提供帮助。”请致电伯顿或我们的任何其他员工。利思戈的慷慨应该被记录在案，这是科学合作最好的诠释了。

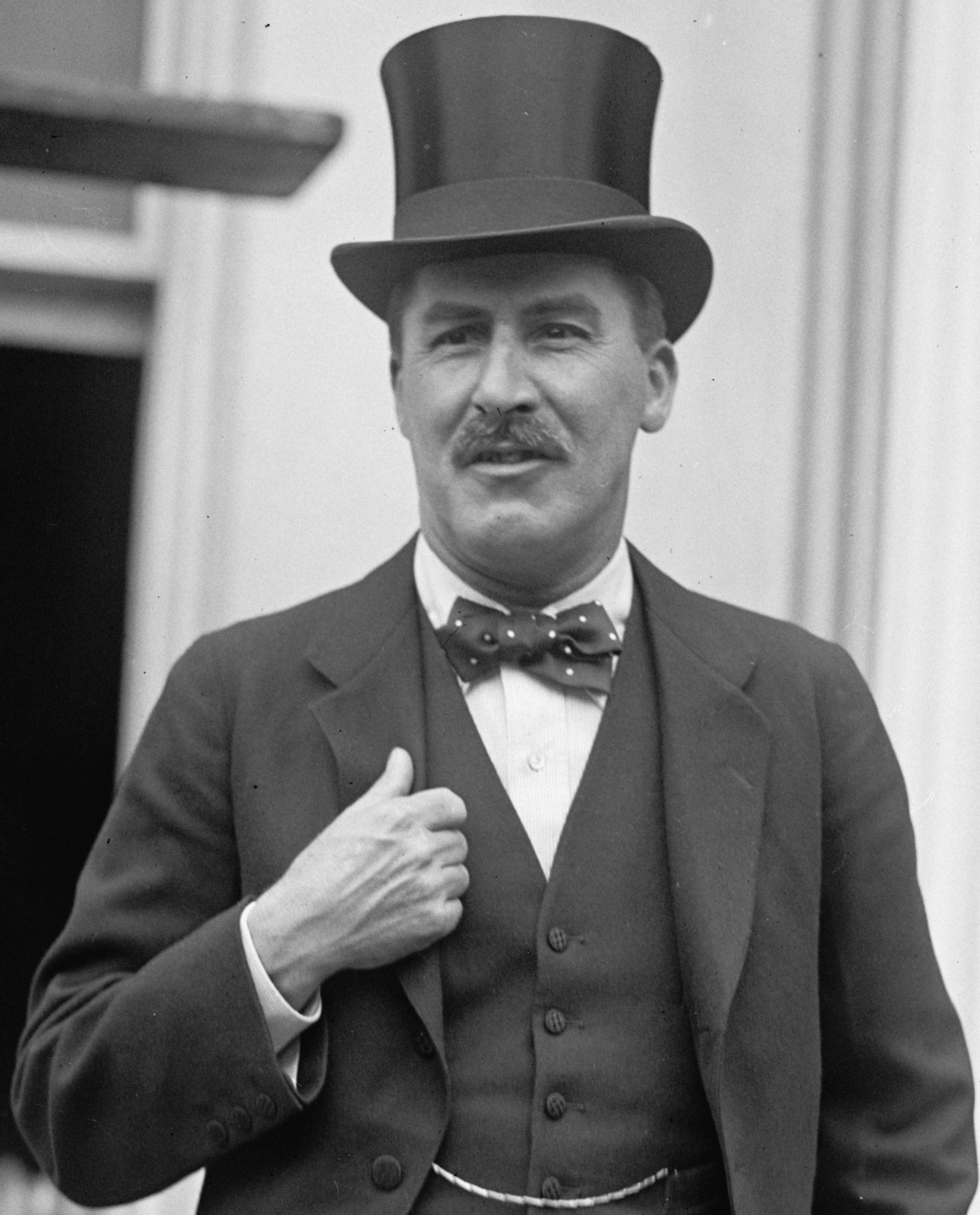
霍华德·卡特

在利思戈的支持下，大都会博物馆借给了卡特一批经验丰富的工作人员，其中包括卡特提到的摄影师哈里·伯顿和考古学家阿瑟·梅斯，他们一直为卡特工作了很多年。这群工作人员的帮助为图坦卡蒙坟墓的探索做出了重大贡献，因为卡特最初的资源显然不足以完成对陵墓进行系统清理的任务。 
虽然利思戈从未加入过卡特团队，但他仍一直支持卡特和挖掘工作。 1923年2月，他出席了陵墓的开放仪式。当卡特和他的赞助人卡那封勋爵将图坦卡蒙陵墓的独家报道权出售给《泰晤士报》时，这一举动招致了世界其他媒体的强烈反感。然而，在利思戈写信给大都会博物馆的负责人爱德华·罗宾逊中，他表示，“虽然我们正在做大部分发掘工作，但陵墓是属于卡那封和卡特的，公开谈论它的权利……完全是他们的”。这种支持在卡特1924年与埃及文物部门负责人皮埃尔·拉考之间产生法律纠纷期间仍然存在，利思戈出席了卡特与拉考的多次谈判，并向卡特提供了建议。他还签署了两封联名信：一封写给拉考，称卡特“正在以一种令人赞叹的方式执行他复杂且非常艰巨的任务”；另一封写给《泰晤士报》，将卡特与拉考谈判的僵局归咎于拉考那不妥协的态度和他所在部门的官僚主义政策”。
卡那封勋爵逝世以后，在对他的私人埃及收藏品拍卖活动中，大都会博物馆没有收到任何补偿。但卡那封勋爵夫人接受了卡特的建议，将大部分藏品出售给了大都会博物馆。卡特和利思戈代表博物馆同意了以较低的价格接受这一批藏品，美国著名慈善家、富商爱德华·哈克尼斯资助了这次收购。值得一提的是，利思戈嫁给了爱德华妻子玛丽的表妹。 虽然图坦卡蒙墓中的所有文物均被正式归入开罗博物馆，但其中的有些文物可能被添加到了卡那封勋爵收藏中，并因此被转移到大都会博物馆。

### 晚年生活
1929年，利思戈从大都会博物馆埃及艺术馆馆长的职位上退休，并由他的学生赫伯特·温洛克继任，此后他一直担任名誉馆长直至1933年。1934年1月29日，利思戈在纽约去世，享年65岁，后被葬于罗德岛州普罗维登斯的天鹅角公墓。1973年8月9日，利思戈的妻子露西在康涅狄格州基林利的疗养院去世，享年94岁，她常与丈夫一起进行考古探险，在图坦卡蒙发掘期间也曾到过埃及。